# Jörgen Eriksson
Jörgen Eriksson, född 26 mars 1971 i Bollnäs, är en svensk före detta ishockeyspelare som bland annat spelat i Elitserien i ishockey med klubbarna Modo Hockey, IF Björklöven och Timrå IK. Jörgen Eriksson är äldre bror till ishockeyspelaren Anders Eriksson.

## Klubbkarriär
Jörgen Eriksson lämnade hemorten Bollnäs för studier och ishockeyspel vid ishockeygymnasiet i Örnsköldsvik där han spelade juniorishockey med Modo Hockey. Som 19-åring gjorde han debut i Elitserien i ishockey 1989/1990 med ett Modolag som fick klara kontraktet via spel i kvalserien. Eriksson representerade Modo i delar av fyra säsonger men varvade spel i A-laget med juniorlaget. 1993 lånades han ut till Husum HK i dåvarande andraserien Division I. Säsongen efter värvades Eriksson av dåvarande elitserielaget IF Björklöven. Sejouren med Björklöven blev ettårig, efter att laget degraderats värvades Eriksson av Timrå IK i division I. Han kom att stanna i Timrå i sju säsonger från 1994-2001 varav de första sex säsongerna innebar spel i näst högsta serien. År 2000 vann Timrå kvalserien och gjorde come back i högsta serien. Efter första säsongen tillbaka lämnade Eriksson och gick till HC Fassa i Italien 2001. Säsongen efter värvades han till Iserlohn Roosters i tyska förstaligan DEL men återvände efter ett år för en säsong till i Fassa. 2004 återvände han till Sverige och Medelpad och avrundade karriären med spel med Kovlands Ishockeyförening i den svenska tredjedivisionen som nu var den serienivå som gick under namnet division 1 i ishockey. Efter två säsonger med Kovland slutade Jörgen Eriksson 2005. 

## Landslagskarriär
Jörgen Eriksson spelade med juniorlandslaget och spelade bland annat europamästerskapet för J18 och deltog i JVM 1990 för J20 där Sverige slutade femma. 